# Ektima
Ektima (ali ecthyma) bakterijska okužba kože s streptokoki ali stafilokoki in je hujša vrsta impetiga. Kaže se s pojavom majhnih  mehurčkov na pordeli podlagi, ki so lahko zagnojeni (pustule). Mehurčki se nato spremenijo v plitke in zagnojene razjede z dvignjenimi robovi in debelo, rjavočrno krasto. Po odstranitvi kraste se vidi gnojno dno. Koža okoli sprememb je pordela. Spremembe rahlo bolijo ali dajejo občutek neugodja. Pogosteje se pojavlja ob slabih higienskih navadah, nezadostni prehrani, manjših poškodbah, okvarah žil in kožnih boleznih, ki povzročajo srbenje. Če koža srbi, se oseba praska, s tem pa olajša vdor bakterij. Spremembe se najpogosteje pojavljajo na zadnjici, stegnih in golenih. Navadno je sprememba samo ena, lahko pa jih je tudi več. Zdravimo lokalno in sistemsko z ustreznimi antibiotiki, zdravljenje pa traja več tednov.